# Antrón

Mapa con algunas de las principales ciudades de la antigua Tesalia y zonas adyacentes. Antrón estaba situada en la costa, al sur, enfrente de Eubea.

Antrón (en griego, Αντρών) es el nombre de una antigua ciudad griega de Tesalia, que fue mencionada por Homero en el catálogo de las naves de la Ilíada, donde se le daba el epíteto de marítima  y en el Himno homérico a Deméter, donde se la califica de rocosa y se la menciona como posesión de Deméter y Perséfone.
Estrabón la ubica cerca de la isla de Mioneso así como de la ciudad de Ptéleo y menciona un arrecife cercano al que llamaban «Asno de Antrón».
Se localiza en la costa del estrecho que separa Tesalia de Eubea, frente a la población de Óreo de Eubea, en la colina del Kastro de Fanos, situada unos 6 km al noroeste de la población de Glyfa. En ella quedan restos de una muralla de los periodos clásico y helenístico. También se ha excavado una necrópolis que estuvo en uso en los periodos clásico, helenístico y romano. Por otra parte, hay dos círculos de tumbas mucho más antiguos, del Heládico Medio III y Heládico Tardío I, contemporáneos de los círculos de tumbas de Micenas. Hay varias cuevas o antros en la colina que probablemente son el origen del nombre de la ciudad.